# Iwan Krawal
Iwan Adamowicz Krawal (ros. Ива́н Ада́мович Кра́валь, ur. 29 marca 1897 w guberni witebskiej, zm. 26 września 1937) – radziecki ekonomista, działacz instytucji gospodarczych i polityk.

## Życiorys
Urodzony w łotewskiej rodzinie chłopskiej. W latach 1909–1915 uczył się w gimnazjum w Petersburgu, później pracował na kolei, w latach 1916-1917 studiował w Petersburskim Instytucie Technologicznym, a w latach 1918-1919 pracował jako pedagog. W 1919 został członkiem RKP(b), kolejno (1919-1921) studiował na Komunistycznym Uniwersytecie im. Swierdłowa, w latach 1921-1924 w Instytucie Czerwonej Profesury, po czym został pełnomocnikiem Najwyższej Rady Gospodarki Narodowej ZSRR i członkiem Zarządu Planowo-Ekonomicznego tej rady. Był doktorem nauk ekonomicznych. W latach 1925–1927 kierował Wydziałem Ekonomii Pracy Najwyższej Rady Gospodarki Narodowej ZSRR, między 1928 a 1930 był członkiem jej Prezydium, w od 1929 do 1932 zastępcą ludowego komisarza pracy ZSRR, później I zastępcą szefa Centralnego Urzędu Ewidencji Gospodarki Narodowej i członkiem Prezydium Państwowego Komitetu Planowania przy Radzie Komisarzy Ludowych ZSRR (Gospłanu ZSRR). Od sierpnia 1935 do maja 1937 szefem Centralnego Urzędu Ewidencji Gospodarki Narodowej i zastępcą przewodniczącego Gospłanu ZSRR. Był odznaczony Orderem Lenina.
31 maja 1937 został aresztowany, 21 sierpnia 1937 skazany na śmierć przez Wojskowe Kolegium Sądu Najwyższego ZSRR pod zarzutem szpiegostwa i działalności szkodniczo-terrorystycznej, następnie rozstrzelany. 29 września 1956 pośmiertnie zrehabilitowany.